# Ocotea rhodophylla
Ocotea rhodophylla är en lagerväxtart som beskrevs av A. Vicentini. Ocotea rhodophylla ingår i släktet Ocotea och familjen lagerväxter. Inga underarter finns listade i Catalogue of Life.